# Mopeji csata
A mopeji csatában (mobei csatában) (kínai hagyományos: 漠北之戰, magyar fordítás: „északi sivatagi háború”) a Góbi-sivatag északi peremén ütközött meg a han és a hsziungnu (xiongnu) (ázsiai hun) sereg. A hadjárat szerves része volt annak a Kínai-hsziungnu háború sorozatnak, amit a Han-dinasztia i. e. 133-ban robbantott ki, miután a két birodalom közötti házassági békeszerződés (hocsin) felbomlott. Az északi határokért folyó hadjáratsorozat (i. e. 129 – i. e. 119) döntő ütközetét i. e. 119. év januárjában indította el Vu császár (Wu császár) (kínai hagyományos: 漢武帝, pinjin: Hàn Wǔdì) a nomád ázsiai hunok hátországába Jicsise shanjü (Yixixie chanyu) (fejedelem) ellen. A csatában elsöprő győzelmet aratott a két han hadtest, amit  Vej Csing (Wei Qing) főparancsnok és Huo Csüping (Huo Qubing) tábornok vezetett.

## Előzmények
Vu császár (Wu császár) uralkodása alatt a Han birodalom gazdaságilag fellendült és a nemzeti kincstárban hatalmas többlet kezdett felhalmozódni. Annak ellenére, hogy az ázsiai hunok rendszeresen felégették és kifosztották a birodalom északi határait lovas portyázásaik során, az uralkodó császár első éveiben követte elődeinek politikáját és igyekezett békét tartani az északi nomád törzsekkel. Miután a hsziungnuk (xiongnuk) betörései folytatódtak a birodalom területére, i. e. 136-ban Vu császár (Wu császár) tanácskozó gyűlést tartott minisztereivel. A tanács többségében támogatta azt a véleményt, hogy a császárt meg lehet győzni egy hadjárat indításáról az ázsiai hunok ellen, bár ez hosszú távon a pénzügyi források apadását fogja okozni a kincstárnak. A tervek szerint a törzsszövetség vezetőjét oly módon kívánták csapdába csalni, hogy Maji egyik uralkodó fejedelme által felajánlották, hogy a hsziungnuk (xiongnuk) kezére adják a várost, ami gazdag kincsekkel kecsegtette a kapzsi hun vezetőket. Vu császár (Wu császár) i. e. 133-ban végül elindította seregeit az északi határok felé, hogy a csapdába csalt ázsiai hunokat leigázza.

## A kettős hadművelet
I. e. 119-ben Vu császár (Wu császár) a tábornokaival leült tanácskozni, hogy egy átfogó hadi tervet készítsenek az északi határon zajló hsziungnu (xiongnu) törzsekkel (ázsiai hunokkal) történő affér kapcsán.
Csao Hszin (Zhao Xin) ad tanácsokat Jicsise shanjü (Yizhixie chanyu) részére. Meg vannak arról győződve, hogy a han sereg nem képes átkelni a sivatagon (Góbi sivatag), ezért ott vertek tábort lenézve képességeinket. Ha most nagy haderőket indítunk útnak, akkor rajtuk üthetünk és legyőzhetjük őket.
Vu császár (Wu császár) két fiatal hadvezérének Wej Csing (Wei Qing) főparancsnoknak és Huo Csüping (Huo Qubing) tábornoknak kiadta parancsba, hogy mindketten toborozzanak a maguk seregébe 50 000 lovast, valamint 100 000 gyalogost és önkénteseket. A vakmerő és bátor elit katonákat Vu császár (Wu császár) Huo Csüping (Huo Qubing) tábornok hadtestébe osztotta be, hogy mélyen behatoljanak az északi területeken. Az eredeti tervek szerint Tinghsziang (DingXiang) tartományból (nyugati szárny) indultak volna Huo Csüping (Huo Qubing) tábornok seregei, és Tai (Dai) tartomány prefektusából (keleti szárny) pedig Wej Csing (Wei Qing) főparancsnok hadserege.
A támadásban még további csapatok is részt vettek. Wej Csing (Wei Qing) főparancsnok alatt még további négy tábornok vonult hadba, köztük Li Kuang (Li Guang) tábornok (akit csatái alapján a „szörnyű balszerencse” jelzővel illetek), mint a palotai nemes urak elöljárója volt az előhad, Kongsun He (Gongsun He) tábornok, mint a császár személyes tanácsadója a hadi felszerelések utánpótlásaként a balszárnyon követte őt, Csang Csien (Zhang Qian) tábornok (akit korábban Vu császár (Wu császár) a Nyugati régióba küldött felkutatni a jüecsi (yuezhi)) népet, mint a méltóságok ura a jobbszárnyért volt felelős, végül pedig Pingjang (Pingyang) tartomány hercege (Vu császár (Wu császár) nővérének férjeura) Hsziang (Xiang) pedig utóvédként indult keresztül a sivatagon. A lovakat gabonából készített kásákkal felhizlalták, hogy bírják a hosszú sivatagi átkelést.
Egy hsziungnu (xiongnu) hadifogoly vallatás közben elárulta, hogy a shanjü (chanyu) főserege keleten táborozik a Tai (Dai) tartományban, azonban mint később kiderült, ez csak az ázsiai hunok megtévesztő információja volt. Végül Vu császár (Wu császár) azt rendelte el, hogy a két sereg cseréljen útvonalat, hogy Huo Csüping (Huo Qubing) elit serege ütközzön meg az ázsiai hun törzsek főseregével. Huo Csüping (Huo Qubing) nem kapott további hadvezéreket, hanem Lu Bode-t,  Youbeiping város kormányzóját tette meg hadvezérnek, aki a stratégiailag fontos oldalsó útvonalakat biztosította Youbeiping várostól, illetve Li Gan-t (Li Kuang (Li Guang) hadvezér fiát) nevezte ki maga mellé. További előhadként még a korábbi Hunhszie (Hunxie) fővezértől beolvasztott harcosok is az ő csapatában vettek részt.
A keleti szárnyon végrehajtott hadműveletek meglehetősen könnyűnek bizonyultak, mivel a han seregek létszámfölényben álltak az ellenséges hsziungnu (xiongnu) védvonalakkal. A csapatok majd 500 km (több mint 1000 li) hosszan benyomultak a baloldali (keleti) Bölcs Fővezér területeire, ahol egy gyors döntő ütközetben megtámadta az ott állomásozó törzsi vezetők seregét, körülfogta és felmorzsolta az ázsiai hun sereget, elkobozta zászlóikat és a harci dobokat. A köznépből 70 443 került fogságba az ütközetben, elfogtak három fővezért – köztük Tuntou (屯頭), Han és egy harmadik törzsi vezetőt – és 83 nemesi rangú vezért, miközben a sereg vesztesége a 20%-ot sem érte el, amit a helyi foglyokból szinte azonnal kipótoltak.
Miután megszerezte az ellenség élelmiszerkészletét, nyájait, átkelt a Langjuxu hegységen (狼居胥), és a hegytetőn megállva áldozatot mutatott be Vu császár (Wu császár) nevében az ősi istenek részére, hogy a csatában győzedelmeskedett. Lu Bode menet közben csatlakozott oldalról a fősereghez, és további 2700 ember fejét vették és ejtettek fogságba. Az egyesített seregek végül leereszkedtek egészen a Bajkál-tó partjáig, ahol gyakorlatilag szétmorzsolták a hsziungnuk (xiongnuk) maradék seregét.
A nyugati szárnyon Wej Csing (Wei Qing) és seregei is 420 km (1000 li) hosszan benyomultak a sivatagon át az északi területekre, ahol egyenesen szemben találták magukat Jicsise shanjü (Yizhixie chanyu) 80 000 fős seregével. Csao Hszin (Zhao Xin) a shanjü (chanyu) tanácsadója ekképpen vélekedett:
Ha a han sereg átkel a sivatagon, a katonáik és lovaik olyan kimerültek lesznek, hogy a lovas hadaink akár egy ültő helyükben is foglyul ejthetik őket.
Ezért az utánpótlást nyújtó szekereket az ázsiai hunok tovább küldték északra (vélhetően Csao Hszin erődítményéig), a haderő pedig teljes létszámban felsorakozott a sivatag északi peremén. A nem várt szituációban Wej Csing (Wei Qing) az erős harci szekerekből kör alakú tábort és védvonalat állíttatott fel, majd 5000 lovast küldött az ázsiai hun sereg ellen. A shanjü (chanyu) erre 10 000 lovas íjászt küldött velük szembe, azonban a napnyugta eljövetelekor olyan szélvihar keletkezett, hogy a felkapott sivatagi portól nem látta egymást a két sereg. Ekkor a hanok oldalsó szárnyai is mozgásba lendültek, így bekerítették a hsziungnu (xiongnu) harcosokat, köztük a shanjü (chanyu)t is. A shanjü (chanyu) felmérte, hogy a han seregek egyáltalán nincsenek kimerült állapotban, így számára nem előnyös, ha közelharcba bonyolódik velük szemben. A sötétség beálltával egy hatlovas szekéren és 100 legjobb lovasa kíséretében kitört a körgyűrűből, majd északnyugati irányban elmenekült a csata helyszínéről.
Miután a kaotikusan, sötétségben harcoló han katonák elfogtak egy hsziungnu (xiongnu) vezért, az bevallotta nekik, hogy az ázsiai hunok fejedelme már korábban kimenekült a csatából. Ekkor 200 li távon át próbálták üldözni és elkapni Jicsise shanjü (Yizhixie chanyu)t, de végül nem érték utol. Hajnalra az ellenséges csapatok is szétszéledtek, így Wej Csing (Wei Qing) tovább vonult Csao Hszin (Zhao Xin) erődítménye felé, a Hangáj-hegység (Khangai-hegység) Orkhon völgyébe, ahol megkaparintotta az utánpótlásnak szánt gabonakészleteket. Lakomát rendeztek és egy napi táborozás után visszaindultak délnek a sivatagon át.
A visszaúton találkoztak össze a csatáról elkésett előhaddal és a jobbszárnyat adó seregekkel. Wej Csing (Wei Qing) egy követet szalasztott a császári palotába, amiben jelentést küldött az eltévedt seregekről. A főírnokkal feljegyeztette, hogy milyen pontokban találta bűnösnek Li Kuang (Li Guang) tábornokot, akit ezúttal sem kísérte a jó szerencse, valamint Csang Csien (Zhang Qian)t, aki szintén a sivatagban tévedt el seregével. Li Kuang (Li Guang) ezt követően a torkának szegezett karddal vetett véget életének, javait fia Li Gan kapta örökül a csatákért kapott további jutalmakkal együtt. Csang Csien (Zhang Qian) visszatért a fővárosba, ahol a bíróság kimondta a halálos ítéletet, amit pénzbírsággal kiváltott. Ezt követően a rangjaitól megfosztották, és mint egyszerű közember élte tovább életét, amíg Vu császár (Wu császár) meg nem bízta egy újabb Nyugati régiós expedícióval.
Wej Csing (Wei Qing) főparancsnok, Huo Csüping (Huo Qubing) tábornok és Lu Bode hadvezér diadalmenetben tértek vissza a császár palotába, hiszen az egyik legnagyobb csapást mérték az ázsiai hun seregekre azóta, hogy a két birodalom közötti házassági békeszerződés felbomlott. A sikeres csata révén Huo Csüping (Huo Qubing) vagyona további 5800 háztartással bővült, és még Wej Csing (Wei Qing) nagybátyjánál is nagyobb kitüntetésben részesült. A legmagasabb rangot kapta, amit a birodalomban el lehetett érni, kinevezték a háborús ügyek miniszterének. Hadseregének tisztjei és közkatonái hivatalt kaptak, valamint tetemes mennyiségű jutalmat és kitüntetést osztottak ki közöttük. Mivel a Jicsise shanjü (Yizhixie chanyu)t nem sikerült elfogni, Wej Csing (Wei Qing) főparancsnok birtokát nem növelték meg, s tisztjei és közkatonái közül sem helyeztek birtokba fejedelmi címmel senkit, ezért több alacsonyabb rangban szolgálatot teljesítő parancsnok is átpártolt Huo Csüping (Huo Qubing) szolgálata alá. Ezt követően Wej Csing (Wei Qing) sokkal inkább a háttérbe szorult.
A shanjü (chanyu) majd 10 napig nem került elő a csatában ért vereséget követően, ahol nagyjából 19 000 harcost veszített el a csatában, vagy ejtettek tőle fogságba. A jobboldali (nyugati) Yuli fővezér, mivel a baloldali (keleti) fővezérek is fogságba kerültek, kinevezte magát új fejedelemnek, azonban amikor Jicsise shanjü (Yizhixie chanyu) végül több napi kóborlást követően visszatért népéhez, ismét leadta a címét.

## Következmények
Az i. e. 129 és 119 közötti évek hunok elleni győzedelmes akcióinak hatalmas ára volt: a han hadsereg a harcok és a nem harci veszteségek (mint például az út és a pestis terjedése vagy hunok által halott marhákkal megfertőzött kutak vize miatt) a lovai majdnem 80%-át elvesztették a hadműveletek folyamán.
A központi han kormányra gyakorolt gazdasági nyomás okán új adókat vetett ki, amelyek életbelépése növelte a terhet az átlagos parasztokon. A han birodalom lakossága az éhínségek és a túlzott adóztatás eredményeképp nem volt képes további katonai hadműveletek finanszírozására.
A hunok mindazonáltal nagyobb ütést szenvedtek el, a katonai veszteségeik közvetlenül tükröződtek vissza a gazdaságukra. A munkaerő elvesztését leszámítva a háborús áldozatok és a betegségek miatt több millió haszonállatot veszítettek el. Továbbá a marhák egy része a helyreállítás időszakában pusztult el, valamint vesztettek a déli termékeny területek irányításából és a hunoknak az észak Góbi területén kellett meghúzódniuk, miközben küzdöttek, hogy életbe maradjanak. Végül i. e. 112-ben fegyverszünetet kötöttek a Han dinasztiával, amely hét évig tartott, amíg a hunok le nem rohanták Wuyuant (Vujüan).